# Blitar
Blitar est une ville d'Indonésie située dans la province de Java oriental, à 113 km au sud-ouest de Surabaya, la capitale provinciale. Elle a le statut de kota (municipalité). C'est également le chef-lieu du kabupaten de Blitar.

## Histoire
D'après le Nagarakertagama, un poème épique écrit en vieux-javanais en 1365 sous le règne du roi Hayam Wuruk de Majapahit, Lodaya (c'est-à-dire Lodoyo, à 11 km au sud de Blitar) faisait partie, avec Blambangan et Lumajang, des contrées considérées comme marginales pour le royaume.
En 1906 le gouvernement colonial des Indes néerlandaises crée un gemeenteraad (conseil municipal) et met à la tête de Blitar un assistent-resident. En 1929 la ville obtient le statut de stadsgemeente (municipalité), avec à sa tête un burgemeester (maire).
À la mort de Soekarno, proclamateur de l'indépendance avec Hatta et premier président de la République d’Indonésie,  en 1970, son successeur Soeharto le fait enterrer à Blitar en invoquant comme raison que Soekarno respectait énormément sa mère, qui y était enterrée. Le protocole d'État indonésien aurait en effet plutôt impliqué qu'il soit enterré au cimetière militaire de Kalibata à Jakarta.

## Transport
Blitar est reliée par chemin de fer à Malang à l'est et Tulungagung à l'ouest.

## Archéologie

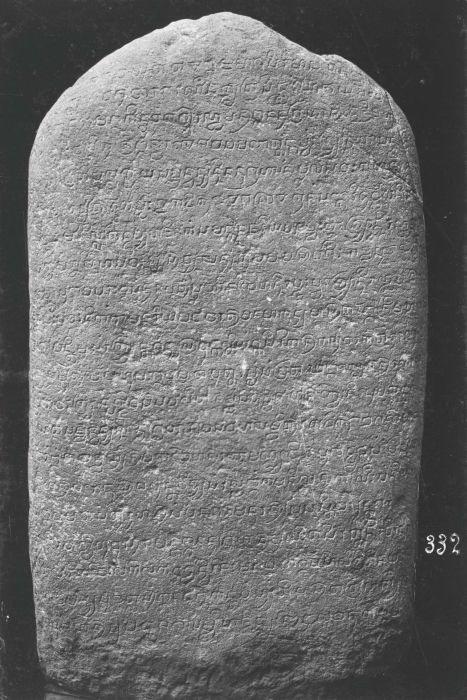
Inscription en vieux-javanais.

A 10 km au nord de Blitar se trouve le temple de Panataran, le plus important sanctuaire de l'époque Majapahit, dont la construction a commencé vers 1330 et a duré une cinquantaine d'années.

## Personnalités
- L'aviateur et constructeur d'avions néerlandais Anthony Fokker est né à Blitar en 1890.

## Galerie

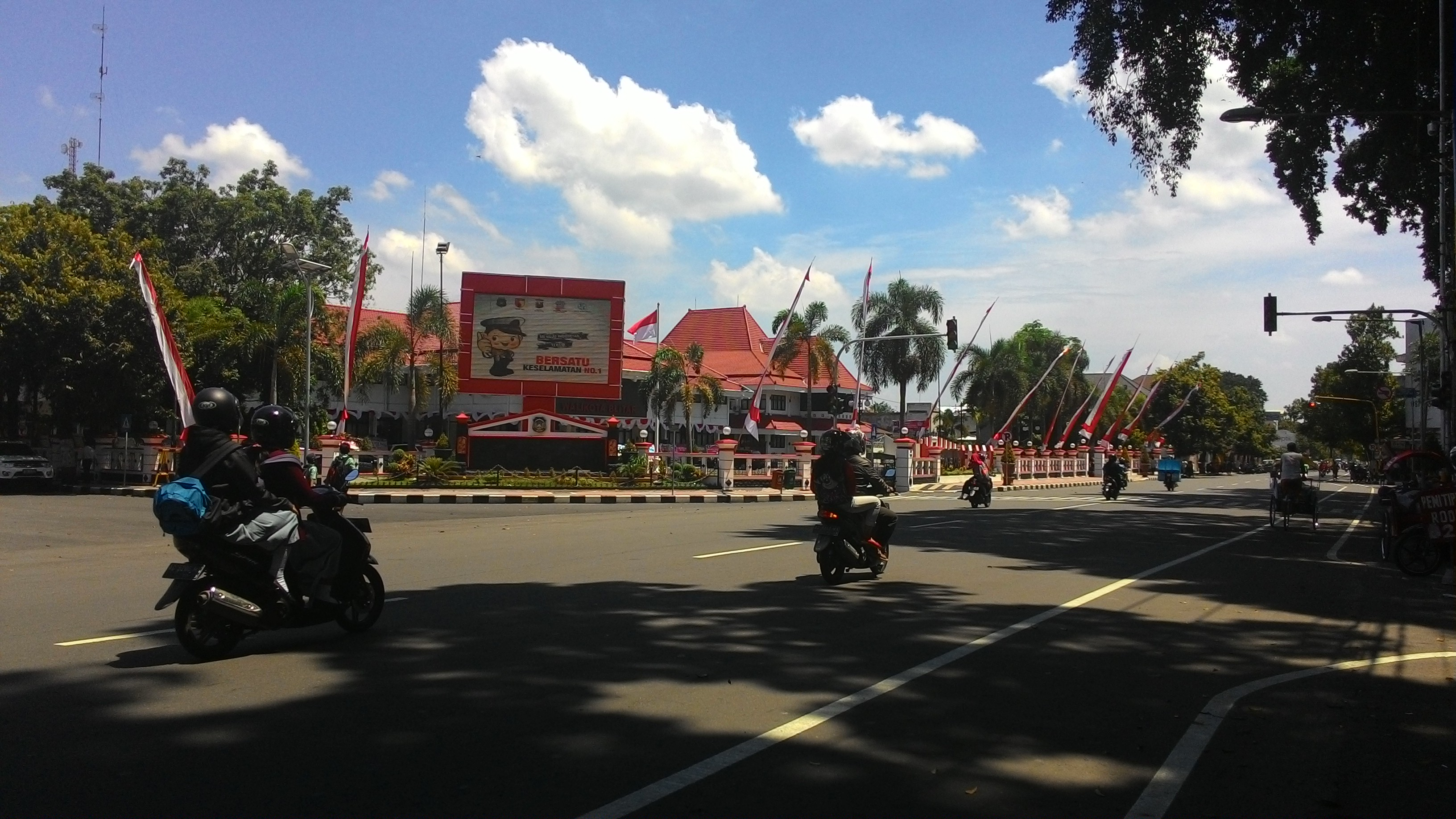
La mairie de Blitar.
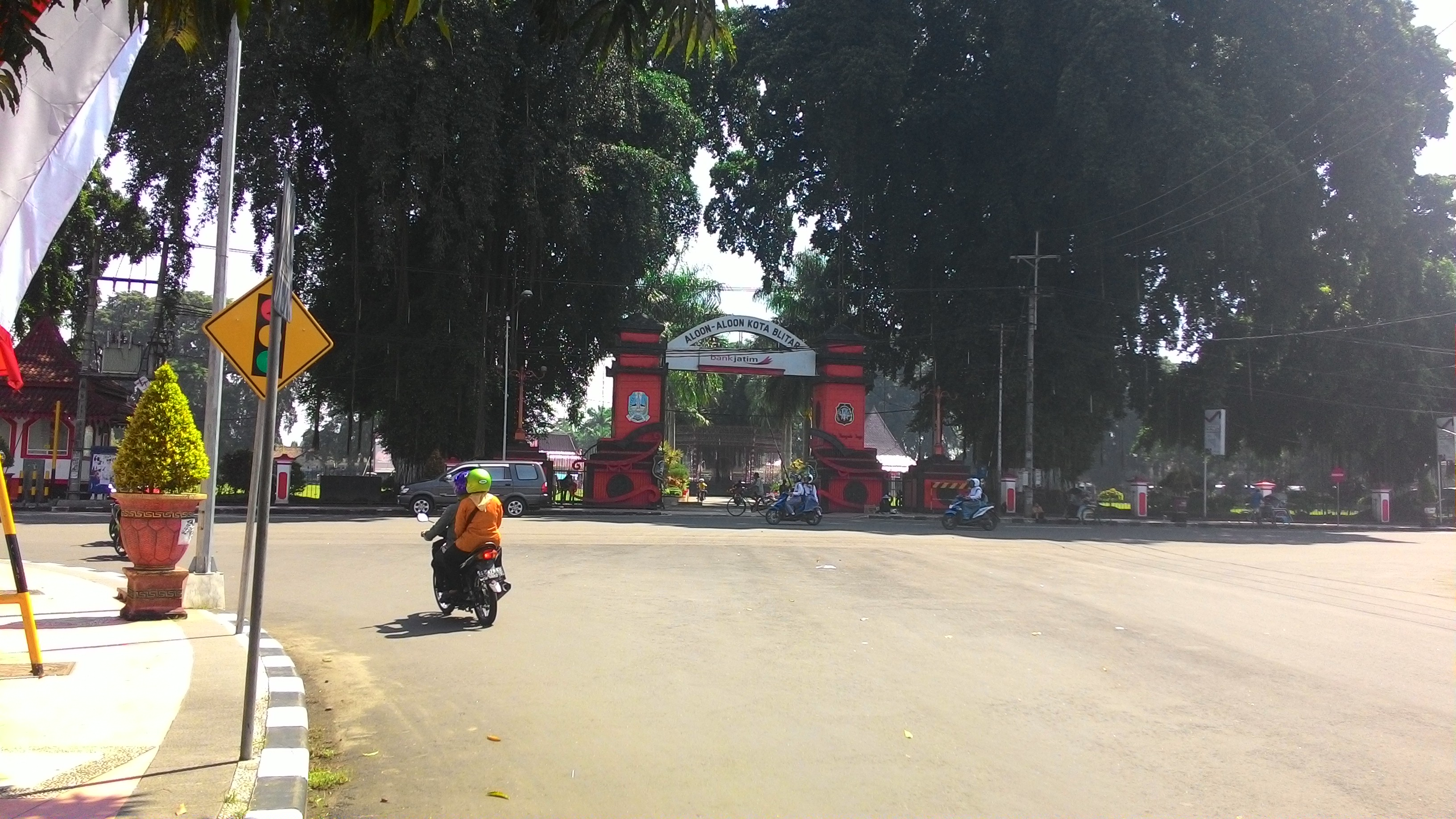
L'alun-alun (place centrale) de Blitar.
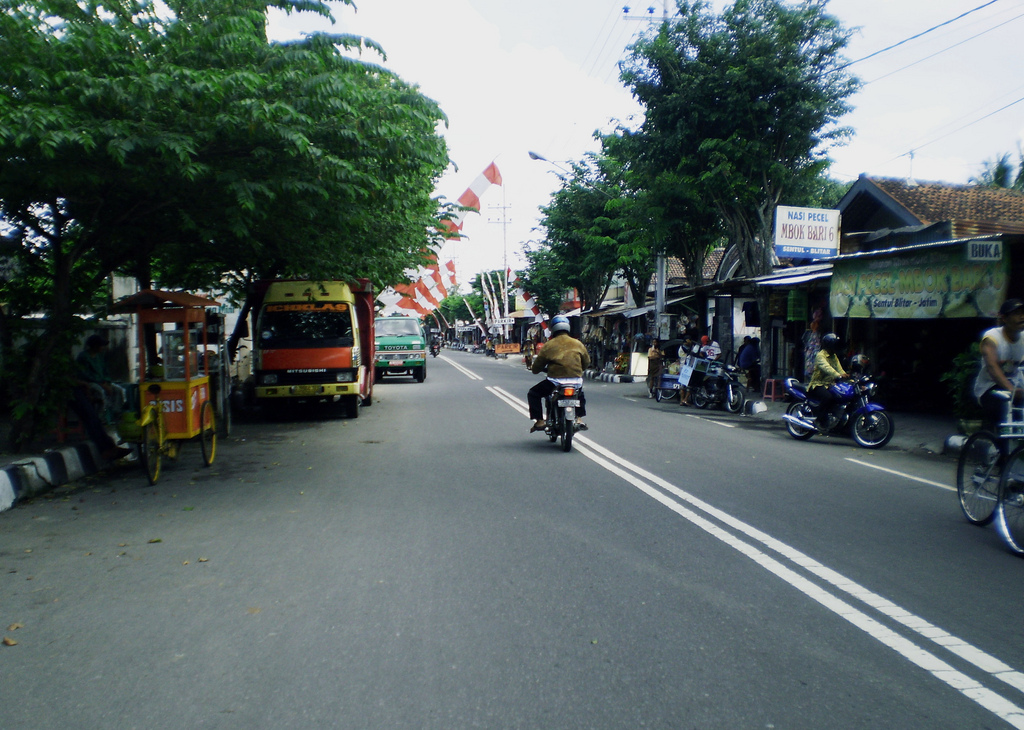
Une rue commerçante à Blitar.
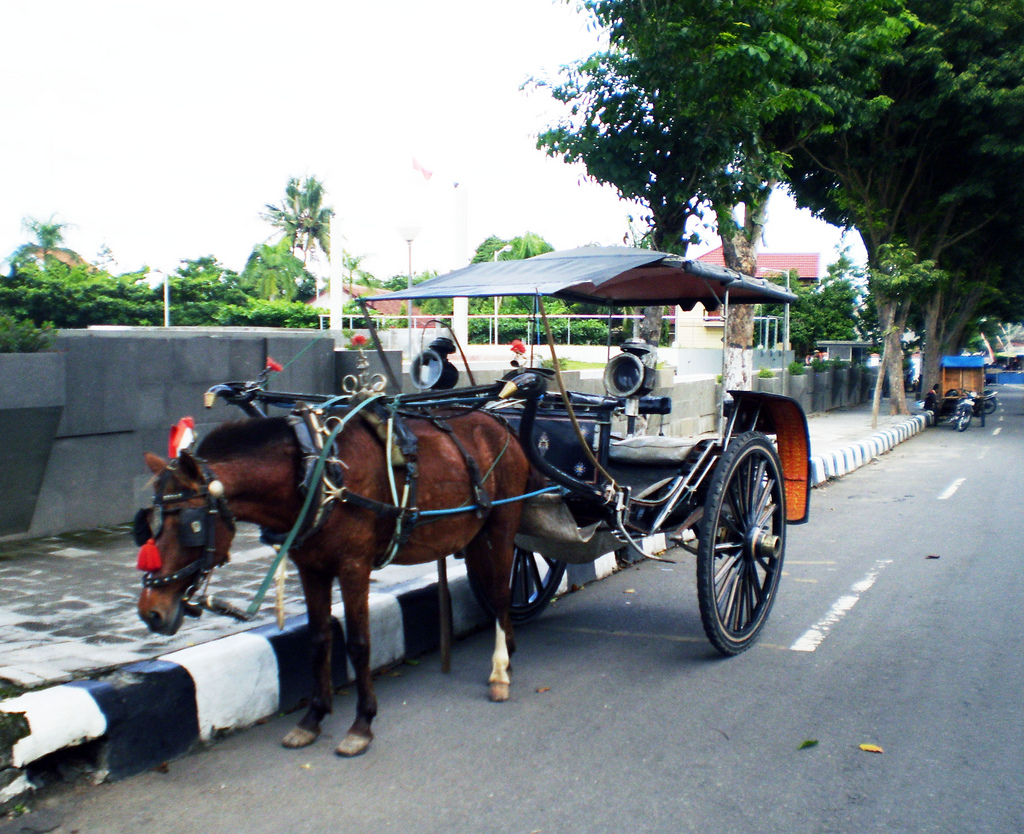
Un delman (id) à Blitar.
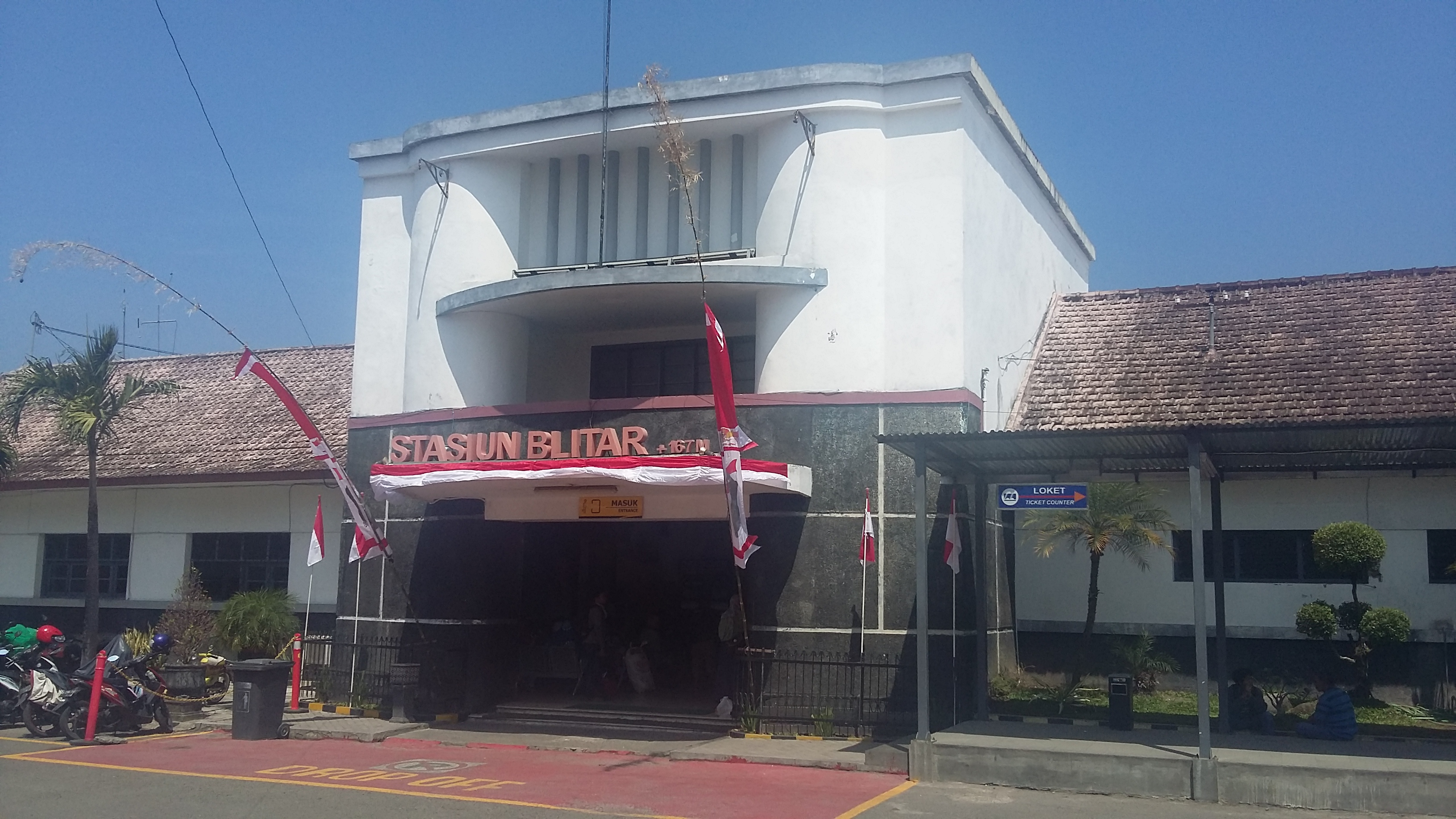
La gare de Blitar.
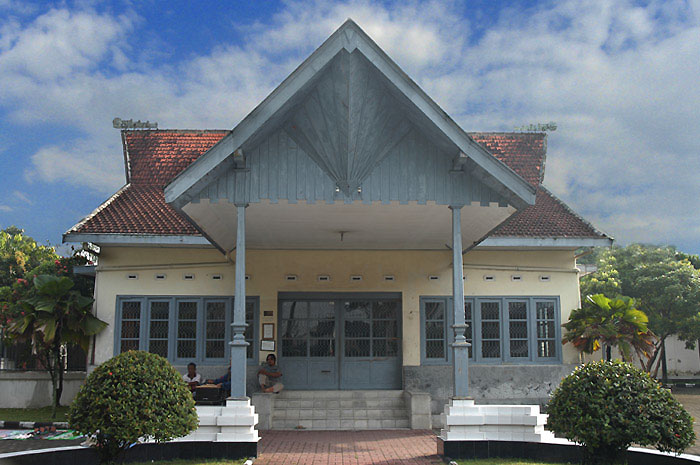
La maison de Soekarno à Blitar.
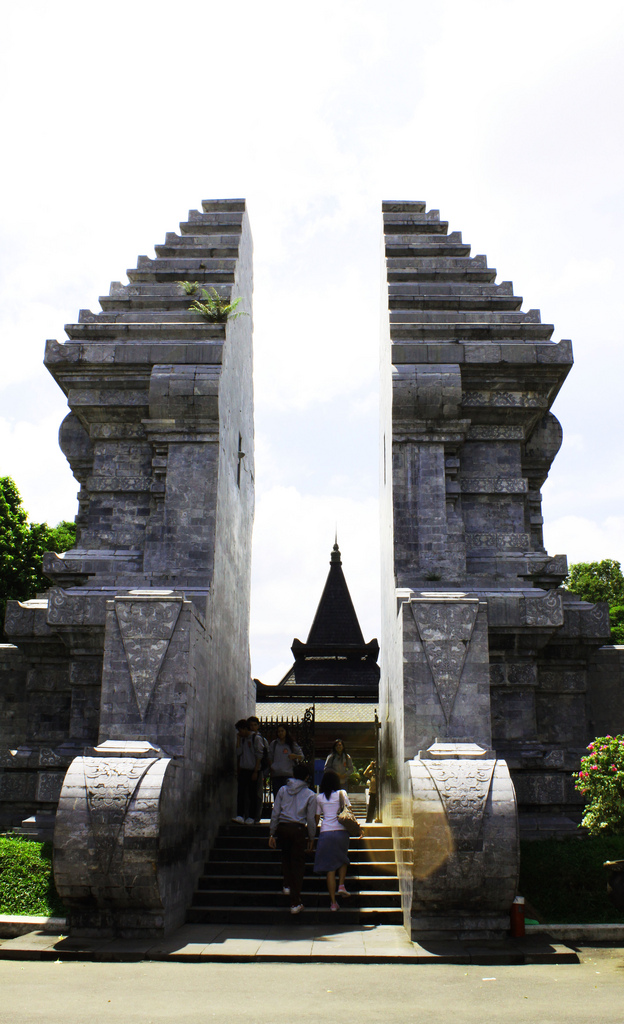
Candi bentar de l'entrée du mausolée de Soekarno.
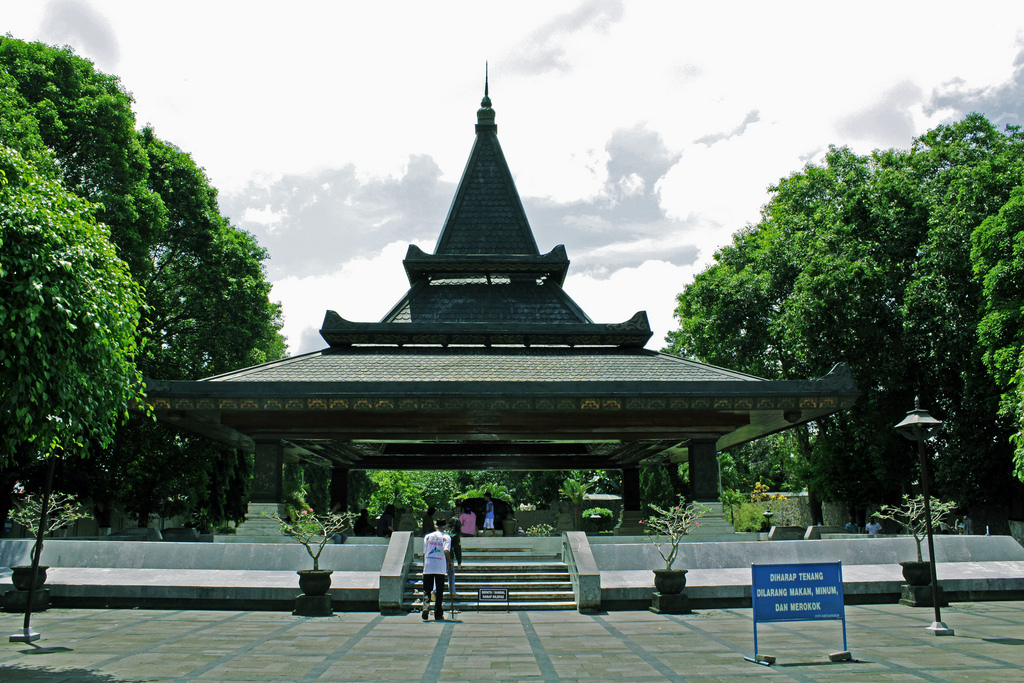
La tombe de Soekarno à Blitar.
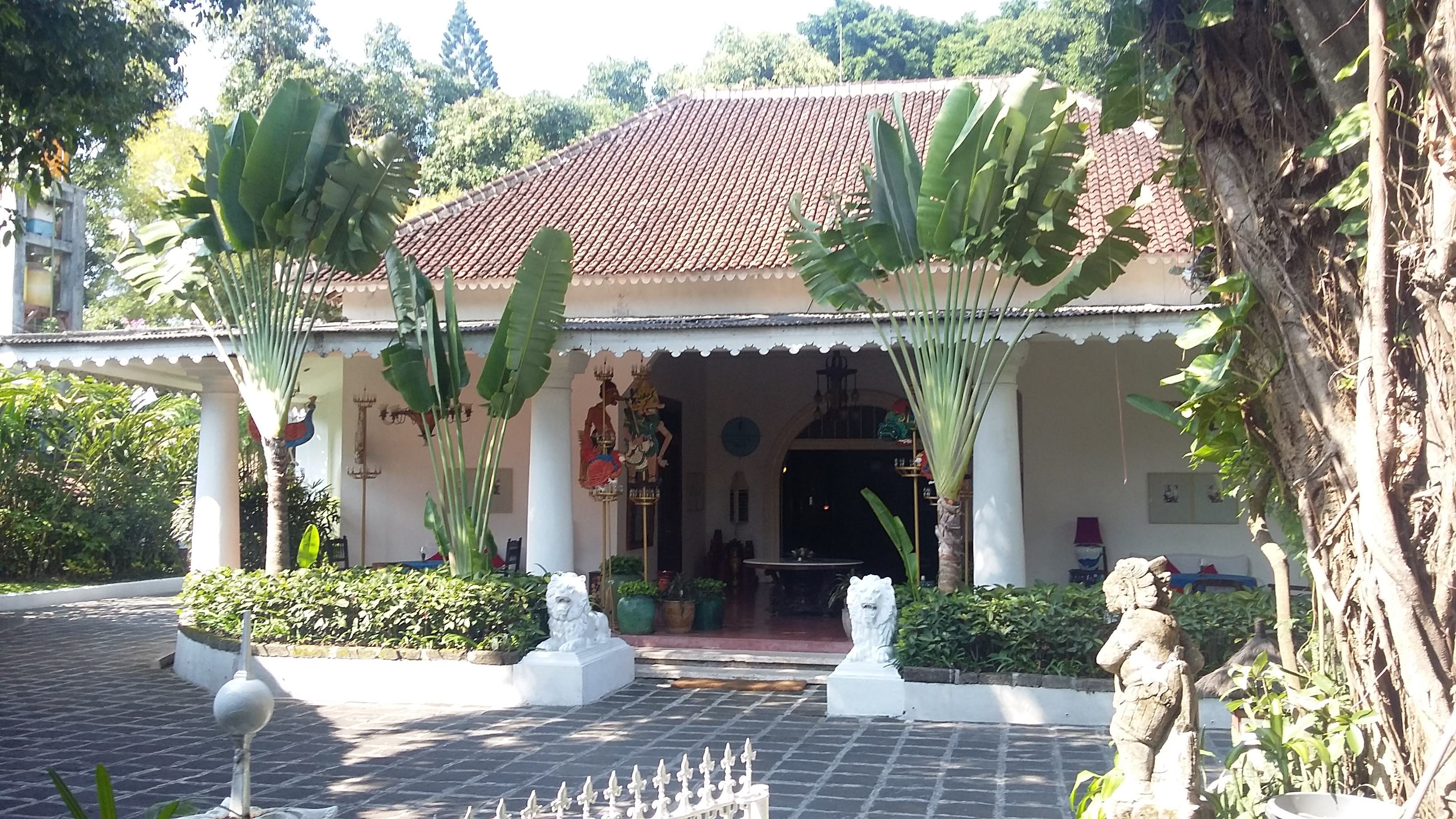
L'hôtel Tugu Blitar.
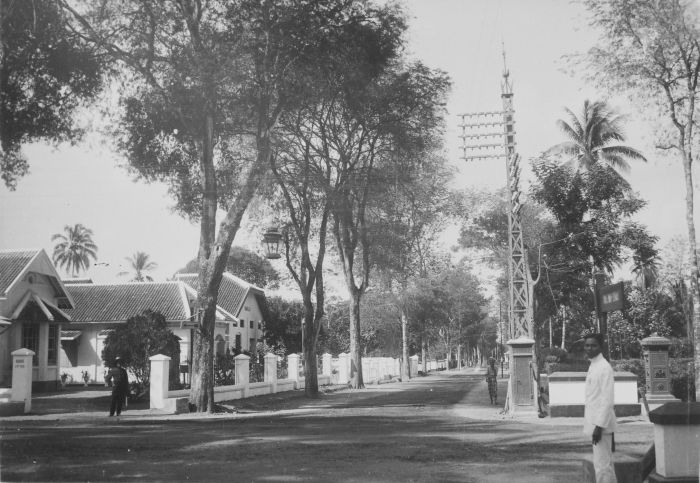
Blitar dans les années 1920.
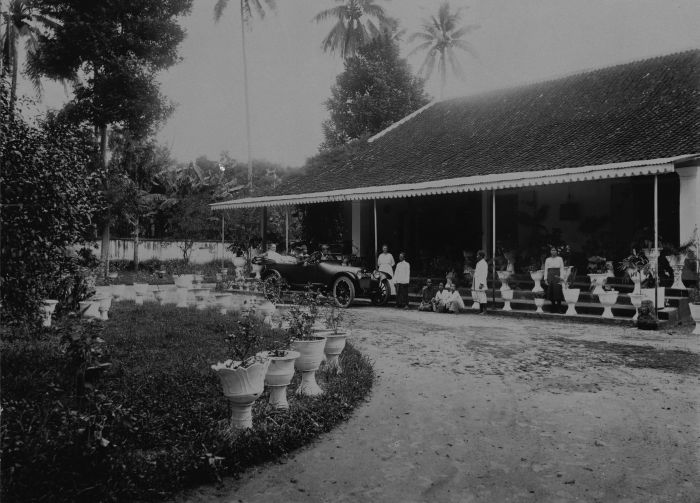
Une famille néerlandaise de Blitar en 1920.
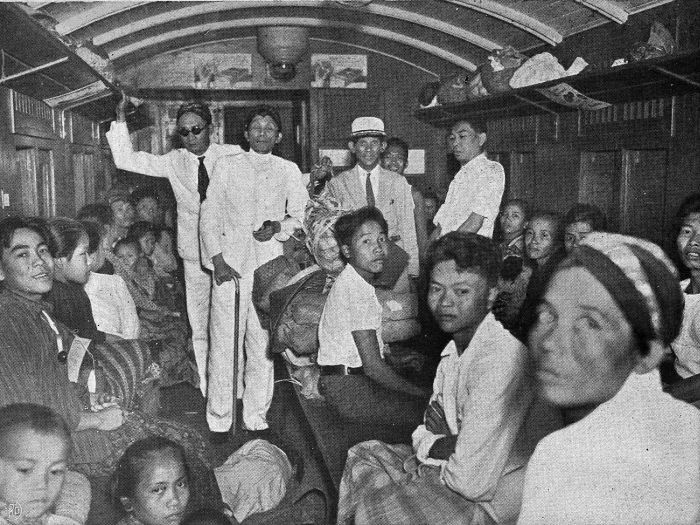
Le régent de Blitar avec des transmigrants dans le train en route pour Surakarta (vers 1930).
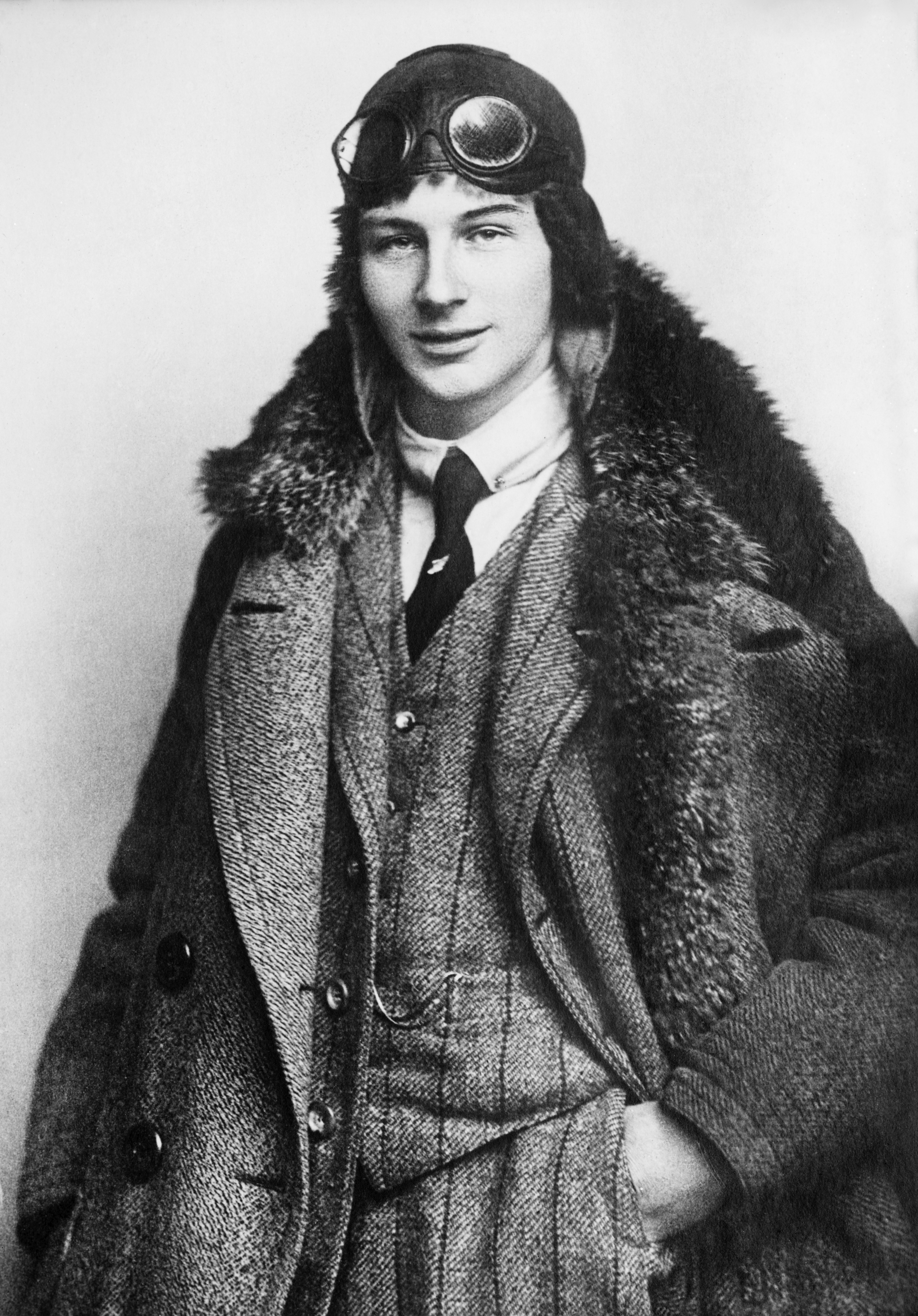
Anthony Fokker en 1912.